# Фејетвил (Џорџија)
Фејетвил (Џорџија) (енгл. Fayetteville) град је у америчкој савезној држави Џорџија. По попису становништва из 2010. у њему је живело 15.945 становника.

## Демографија
Према попису становништва из 2010. у граду је живело 15.945 становника, што је 4.797 (43,0%) становника више него 2000. године.
| Група             | 2000.         | 2010.         |
| Белци             | 8.772 (78,7%) | 8.345 (52,3%) |
| Афроамериканци    | 1.557 (14,0%) | 5.402 (33,9%) |
| Азијати           | 371 (3,3%)    | 1.055 (6,6%)  |
| Хиспаноамериканци | 310 (2,8%)    | 766 (4,8%)    |
| Укупно            | 11.148        | 15.945        |